# سباق الزمن لنخبة السيدات في بطولة أوروبا للدراجات 2022
سباق الزمن لنخبة السيدات في بطولة أوروبا للدراجات 2022 هو سباق دراجات هوائية من فئة  سباق يوم واحد، وهو الموسم السابع من سباق الزمن لنخبة السيدات - بطولة أوروبا للدراجات ‏، وأقيم في 17 أغسطس 2022 ضمن سباقات بطولة أوروبا للدراجات 2022، وشارك فيه  29 متسابقاً ووصل إلى نهايته  29 متسابقاً.
فاز بالمركز الأول مارلين رويسر، وفاز بالمركز الثاني إيلين فان دايك، وفاز بالمركز الثالث ريجان ماركوس.

## الفرق
| فرق وطنية (17)- فريق هولندا لركوب الدراجات للسيدات ‏ - فريق سويسرا لركوب الدراجات للسيدات ‏ - فريق ألمانيا لركوب الدراجات للسيدات‏ - منتخب النمسا لركوب الدراجات للسيدات‏ - فريق فرنسا لركوب الدراجات للسيدات ‏ - فريق السويد لركوب الدراجات للسيدات‏ - فريق الدنمارك لركوب الدراجات للسيدات ‏ - فريق بولندا لركوب الدراجات للسيدات‏ - فريق إسرائيل لسباق الدراجات على الطريق للسيدات‏ - فريق إسبانيا لركوب الدراجات للسيدات ‏ - فريق إيطاليا لركوب الدراجات للسيدات‏ - فريق جمهورية أيرلندا لركوب الدراجات للسيدات‏ - فريق آيسلندا لسباق الدراجات على الطريق للسيدات‏ - فريق بلجيكا لركوب الدراجات للسيدات ‏ - فريق لاتفيا لركوب الدراجات للسيدات‏ - فريق سلوفينيا لركوب الدراجات للسيدات‏ - فريق ليتوانيا لركوب الدراجات للسيدات‏ |  |
| |  |

## المشاركون
| فريق هولندا لركوب الدراجات للسيدات 2022 ‏ NED | فريق هولندا لركوب الدراجات للسيدات 2022 ‏ NED | فريق هولندا لركوب الدراجات للسيدات 2022 ‏ NED |
| -------------------------------------------- | -------------------------------------------- | -------------------------------------------- |
| م                                            | عداء                                         | مرتبة                                        |
| 1                                            | Ellen van Dijk                               | 2                                            |

| فريق سويسرا لركوب الدراجات للسيدات 2022 ‏ SUI | فريق سويسرا لركوب الدراجات للسيدات 2022 ‏ SUI | فريق سويسرا لركوب الدراجات للسيدات 2022 ‏ SUI |
| -------------------------------------------- | -------------------------------------------- | -------------------------------------------- |
| م                                            | عداء                                         | مرتبة                                        |
| 2                                            | مارلين رويسر                                 | 1                                            |

| فريق ألمانيا لركوب الدراجات للسيدات 2022‏ GER | فريق ألمانيا لركوب الدراجات للسيدات 2022‏ GER | فريق ألمانيا لركوب الدراجات للسيدات 2022‏ GER |
| -------------------------------------------- | -------------------------------------------- | -------------------------------------------- |
| م                                            | عداء                                         | مرتبة                                        |
| 3                                            | ليزا برينور                                  | 12                                           |

| منتخب النمسا لركوب الدراجات للسيدات 2022‏ AUT | منتخب النمسا لركوب الدراجات للسيدات 2022‏ AUT | منتخب النمسا لركوب الدراجات للسيدات 2022‏ AUT |
| -------------------------------------------- | -------------------------------------------- | -------------------------------------------- |
| م                                            | عداء                                         | مرتبة                                        |
| 4                                            | آنا كيزنهوفر                                 | 5                                            |

| فريق فرنسا لركوب الدراجات للسيدات 2022 ‏ FRA | فريق فرنسا لركوب الدراجات للسيدات 2022 ‏ FRA | فريق فرنسا لركوب الدراجات للسيدات 2022 ‏ FRA |
| ------------------------------------------- | ------------------------------------------- | ------------------------------------------- |
| م                                           | عداء                                        | مرتبة                                       |
| 5                                           | Audrey Cordon-Ragot                         | 4                                           |

| فريق السويد لركوب الدراجات للسيدات 2022‏ SWE | فريق السويد لركوب الدراجات للسيدات 2022‏ SWE | فريق السويد لركوب الدراجات للسيدات 2022‏ SWE |
| ------------------------------------------- | ------------------------------------------- | ------------------------------------------- |
| م                                           | عداء                                        | مرتبة                                       |
| 6                                           | Nathalie Eklund (cyclist) ‏                  | 13                                          |

| فريق الدنمارك لركوب الدراجات للسيدات 2022 ‏ DEN | فريق الدنمارك لركوب الدراجات للسيدات 2022 ‏ DEN | فريق الدنمارك لركوب الدراجات للسيدات 2022 ‏ DEN |
| ---------------------------------------------- | ---------------------------------------------- | ---------------------------------------------- |
| م                                              | عداء                                           | مرتبة                                          |
| 7                                              | Mia Sofie Rützou ‏                              | 29                                             |

| فريق بولندا لركوب الدراجات للسيدات 2022‏ POL | فريق بولندا لركوب الدراجات للسيدات 2022‏ POL | فريق بولندا لركوب الدراجات للسيدات 2022‏ POL |
| ------------------------------------------- | ------------------------------------------- | ------------------------------------------- |
| م                                           | عداء                                        | مرتبة                                       |
| 8                                           | Agnieszka Skalniak-Sójka ‏                   | 10                                          |

| فريق إسرائيل لسباق الدراجات على الطريق للسيدات 2022‏ ISR | فريق إسرائيل لسباق الدراجات على الطريق للسيدات 2022‏ ISR | فريق إسرائيل لسباق الدراجات على الطريق للسيدات 2022‏ ISR |
| ------------------------------------------------------- | ------------------------------------------------------- | ------------------------------------------------------- |
| م                                                       | عداء                                                    | مرتبة                                                   |
| 9                                                       | Omer Shapira ‏                                           | 20                                                      |

| فريق إسبانيا لركوب الدراجات للسيدات 2022 ‏ ESP | فريق إسبانيا لركوب الدراجات للسيدات 2022 ‏ ESP | فريق إسبانيا لركوب الدراجات للسيدات 2022 ‏ ESP |
| --------------------------------------------- | --------------------------------------------- | --------------------------------------------- |
| م                                             | عداء                                          | مرتبة                                         |
| 10                                            | ساندرا ألونسو                                 | 22                                            |

| فريق إيطاليا لركوب الدراجات للسيدات 2022‏ ITA | فريق إيطاليا لركوب الدراجات للسيدات 2022‏ ITA | فريق إيطاليا لركوب الدراجات للسيدات 2022‏ ITA |
| -------------------------------------------- | -------------------------------------------- | -------------------------------------------- |
| م                                            | عداء                                         | مرتبة                                        |
| 11                                           | Arianna Fidanza ‏                             | 21                                           |

| فريق جمهورية أيرلندا لركوب الدراجات للسيدات 2022‏ IRL | فريق جمهورية أيرلندا لركوب الدراجات للسيدات 2022‏ IRL | فريق جمهورية أيرلندا لركوب الدراجات للسيدات 2022‏ IRL |
| ---------------------------------------------------- | ---------------------------------------------------- | ---------------------------------------------------- |
| م                                                    | عداء                                                 | مرتبة                                                |
| 12                                                   | كيلي ميرفي ‏                                          | 15                                                   |

| فريق آيسلندا لسباق الدراجات على الطريق للسيدات 2022‏ ISL | فريق آيسلندا لسباق الدراجات على الطريق للسيدات 2022‏ ISL | فريق آيسلندا لسباق الدراجات على الطريق للسيدات 2022‏ ISL |
| ------------------------------------------------------- | ------------------------------------------------------- | ------------------------------------------------------- |
| م                                                       | عداء                                                    | مرتبة                                                   |
| 13                                                      | Hafdís Sigurðardóttir ‏                                  | 26                                                      |

| فريق بلجيكا لركوب الدراجات للسيدات 2022 ‏ BEL | فريق بلجيكا لركوب الدراجات للسيدات 2022 ‏ BEL | فريق بلجيكا لركوب الدراجات للسيدات 2022 ‏ BEL |
| -------------------------------------------- | -------------------------------------------- | -------------------------------------------- |
| م                                            | عداء                                         | مرتبة                                        |
| 14                                           | Julie Van de Velde ‏                          | 7                                            |

| فريق لاتفيا لركوب الدراجات للسيدات 2022‏ LAT | فريق لاتفيا لركوب الدراجات للسيدات 2022‏ LAT | فريق لاتفيا لركوب الدراجات للسيدات 2022‏ LAT |
| ------------------------------------------- | ------------------------------------------- | ------------------------------------------- |
| م                                           | عداء                                        | مرتبة                                       |
| 15                                          | Dana Rožlapa ‏                               | 19                                          |

| فريق سلوفينيا لركوب الدراجات للسيدات 2022‏ SLO | فريق سلوفينيا لركوب الدراجات للسيدات 2022‏ SLO | فريق سلوفينيا لركوب الدراجات للسيدات 2022‏ SLO |
| --------------------------------------------- | --------------------------------------------- | --------------------------------------------- |
| م                                             | عداء                                          | مرتبة                                         |
| 16                                            | يوجينة بوجاك                                  | 16                                            |

| فريق ليتوانيا لركوب الدراجات للسيدات 2022‏ LTU | فريق ليتوانيا لركوب الدراجات للسيدات 2022‏ LTU | فريق ليتوانيا لركوب الدراجات للسيدات 2022‏ LTU |
| --------------------------------------------- | --------------------------------------------- | --------------------------------------------- |
| م                                             | عداء                                          | مرتبة                                         |
| 17                                            | Inga Češulienė ‏                               | 27                                            |

| فريق ألمانيا لركوب الدراجات للسيدات 2022‏ GER | فريق ألمانيا لركوب الدراجات للسيدات 2022‏ GER | فريق ألمانيا لركوب الدراجات للسيدات 2022‏ GER |
| -------------------------------------------- | -------------------------------------------- | -------------------------------------------- |
| م                                            | عداء                                         | مرتبة                                        |
| 18                                           | ليزا كلاين                                   | 23                                           |

| فريق هولندا لركوب الدراجات للسيدات 2022 ‏ NED | فريق هولندا لركوب الدراجات للسيدات 2022 ‏ NED | فريق هولندا لركوب الدراجات للسيدات 2022 ‏ NED |
| -------------------------------------------- | -------------------------------------------- | -------------------------------------------- |
| م                                            | عداء                                         | مرتبة                                        |
| 19                                           | ريجان ماركوس                                 | 3                                            |

| منتخب النمسا لركوب الدراجات للسيدات 2022‏ AUT | منتخب النمسا لركوب الدراجات للسيدات 2022‏ AUT | منتخب النمسا لركوب الدراجات للسيدات 2022‏ AUT |
| -------------------------------------------- | -------------------------------------------- | -------------------------------------------- |
| م                                            | عداء                                         | مرتبة                                        |
| 20                                           | Christina Schweinberger ‏                     | 8                                            |

| فريق فرنسا لركوب الدراجات للسيدات 2022 ‏ FRA | فريق فرنسا لركوب الدراجات للسيدات 2022 ‏ FRA | فريق فرنسا لركوب الدراجات للسيدات 2022 ‏ FRA |
| ------------------------------------------- | ------------------------------------------- | ------------------------------------------- |
| م                                           | عداء                                        | مرتبة                                       |
| 21                                          | جولييت لابوس                                | 6                                           |

| فريق الدنمارك لركوب الدراجات للسيدات 2022 ‏ DEN | فريق الدنمارك لركوب الدراجات للسيدات 2022 ‏ DEN | فريق الدنمارك لركوب الدراجات للسيدات 2022 ‏ DEN |
| ---------------------------------------------- | ---------------------------------------------- | ---------------------------------------------- |
| م                                              | عداء                                           | مرتبة                                          |
| 22                                             | Emma Norsgaard                                 | 11                                             |

| فريق إيطاليا لركوب الدراجات للسيدات 2022‏ ITA | فريق إيطاليا لركوب الدراجات للسيدات 2022‏ ITA | فريق إيطاليا لركوب الدراجات للسيدات 2022‏ ITA |
| -------------------------------------------- | -------------------------------------------- | -------------------------------------------- |
| م                                            | عداء                                         | مرتبة                                        |
| 23                                           | Alessia Vigilia ‏                             | 14                                           |

| فريق سويسرا لركوب الدراجات للسيدات 2022 ‏ SUI | فريق سويسرا لركوب الدراجات للسيدات 2022 ‏ SUI | فريق سويسرا لركوب الدراجات للسيدات 2022 ‏ SUI |
| -------------------------------------------- | -------------------------------------------- | -------------------------------------------- |
| م                                            | عداء                                         | مرتبة                                        |
| 24                                           | Elena Hartmann ‏                              | 9                                            |

| فريق إسبانيا لركوب الدراجات للسيدات 2022 ‏ ESP | فريق إسبانيا لركوب الدراجات للسيدات 2022 ‏ ESP | فريق إسبانيا لركوب الدراجات للسيدات 2022 ‏ ESP |
| --------------------------------------------- | --------------------------------------------- | --------------------------------------------- |
| م                                             | عداء                                          | مرتبة                                         |
| 25                                            | Ziortza Isasi ‏                                | 24                                            |

| فريق بولندا لركوب الدراجات للسيدات 2022‏ POL | فريق بولندا لركوب الدراجات للسيدات 2022‏ POL | فريق بولندا لركوب الدراجات للسيدات 2022‏ POL |
| ------------------------------------------- | ------------------------------------------- | ------------------------------------------- |
| م                                           | عداء                                        | مرتبة                                       |
| 26                                          | Marta Lach ‏                                 | 25                                          |

| فريق إسرائيل لسباق الدراجات على الطريق للسيدات 2022‏ ISR | فريق إسرائيل لسباق الدراجات على الطريق للسيدات 2022‏ ISR | فريق إسرائيل لسباق الدراجات على الطريق للسيدات 2022‏ ISR |
| ------------------------------------------------------- | ------------------------------------------------------- | ------------------------------------------------------- |
| م                                                       | عداء                                                    | مرتبة                                                   |
| 27                                                      | Rotem Gafinovitz ‏                                       | 18                                                      |

| فريق جمهورية أيرلندا لركوب الدراجات للسيدات 2022‏ IRL | فريق جمهورية أيرلندا لركوب الدراجات للسيدات 2022‏ IRL | فريق جمهورية أيرلندا لركوب الدراجات للسيدات 2022‏ IRL |
| ---------------------------------------------------- | ---------------------------------------------------- | ---------------------------------------------------- |
| م                                                    | عداء                                                 | مرتبة                                                |
| 28                                                   | Joanna Patterson ‏                                    | 17                                                   |

| فريق آيسلندا لسباق الدراجات على الطريق للسيدات 2022‏ ISL | فريق آيسلندا لسباق الدراجات على الطريق للسيدات 2022‏ ISL | فريق آيسلندا لسباق الدراجات على الطريق للسيدات 2022‏ ISL |
| ------------------------------------------------------- | ------------------------------------------------------- | ------------------------------------------------------- |
| م                                                       | عداء                                                    | مرتبة                                                   |
| 29                                                      | Silja Rúnarsdóttir ‏                                     | 28                                                      |

| فريق هولندا لركوب الدراجات للسيدات 2022 ‏ NED | فريق هولندا لركوب الدراجات للسيدات 2022 ‏ NED | فريق هولندا لركوب الدراجات للسيدات 2022 ‏ NED |
| -------------------------------------------- | -------------------------------------------- | -------------------------------------------- |
| م                                            | عداء                                         | مرتبة                                        |
| 1                                            | Ellen van Dijk                               | 2                                            |

| فريق سويسرا لركوب الدراجات للسيدات 2022 ‏ SUI | فريق سويسرا لركوب الدراجات للسيدات 2022 ‏ SUI | فريق سويسرا لركوب الدراجات للسيدات 2022 ‏ SUI |
| -------------------------------------------- | -------------------------------------------- | -------------------------------------------- |
| م                                            | عداء                                         | مرتبة                                        |
| 2                                            | مارلين رويسر                                 | 1                                            |

| فريق ألمانيا لركوب الدراجات للسيدات 2022‏ GER | فريق ألمانيا لركوب الدراجات للسيدات 2022‏ GER | فريق ألمانيا لركوب الدراجات للسيدات 2022‏ GER |
| -------------------------------------------- | -------------------------------------------- | -------------------------------------------- |
| م                                            | عداء                                         | مرتبة                                        |
| 3                                            | ليزا برينور                                  | 12                                           |

| منتخب النمسا لركوب الدراجات للسيدات 2022‏ AUT | منتخب النمسا لركوب الدراجات للسيدات 2022‏ AUT | منتخب النمسا لركوب الدراجات للسيدات 2022‏ AUT |
| -------------------------------------------- | -------------------------------------------- | -------------------------------------------- |
| م                                            | عداء                                         | مرتبة                                        |
| 4                                            | آنا كيزنهوفر                                 | 5                                            |

| فريق فرنسا لركوب الدراجات للسيدات 2022 ‏ FRA | فريق فرنسا لركوب الدراجات للسيدات 2022 ‏ FRA | فريق فرنسا لركوب الدراجات للسيدات 2022 ‏ FRA |
| ------------------------------------------- | ------------------------------------------- | ------------------------------------------- |
| م                                           | عداء                                        | مرتبة                                       |
| 5                                           | Audrey Cordon-Ragot                         | 4                                           |

| فريق السويد لركوب الدراجات للسيدات 2022‏ SWE | فريق السويد لركوب الدراجات للسيدات 2022‏ SWE | فريق السويد لركوب الدراجات للسيدات 2022‏ SWE |
| ------------------------------------------- | ------------------------------------------- | ------------------------------------------- |
| م                                           | عداء                                        | مرتبة                                       |
| 6                                           | Nathalie Eklund (cyclist) ‏                  | 13                                          |

| فريق الدنمارك لركوب الدراجات للسيدات 2022 ‏ DEN | فريق الدنمارك لركوب الدراجات للسيدات 2022 ‏ DEN | فريق الدنمارك لركوب الدراجات للسيدات 2022 ‏ DEN |
| ---------------------------------------------- | ---------------------------------------------- | ---------------------------------------------- |
| م                                              | عداء                                           | مرتبة                                          |
| 7                                              | Mia Sofie Rützou ‏                              | 29                                             |

| فريق بولندا لركوب الدراجات للسيدات 2022‏ POL | فريق بولندا لركوب الدراجات للسيدات 2022‏ POL | فريق بولندا لركوب الدراجات للسيدات 2022‏ POL |
| ------------------------------------------- | ------------------------------------------- | ------------------------------------------- |
| م                                           | عداء                                        | مرتبة                                       |
| 8                                           | Agnieszka Skalniak-Sójka ‏                   | 10                                          |

| فريق إسرائيل لسباق الدراجات على الطريق للسيدات 2022‏ ISR | فريق إسرائيل لسباق الدراجات على الطريق للسيدات 2022‏ ISR | فريق إسرائيل لسباق الدراجات على الطريق للسيدات 2022‏ ISR |
| ------------------------------------------------------- | ------------------------------------------------------- | ------------------------------------------------------- |
| م                                                       | عداء                                                    | مرتبة                                                   |
| 9                                                       | Omer Shapira ‏                                           | 20                                                      |

| فريق إسبانيا لركوب الدراجات للسيدات 2022 ‏ ESP | فريق إسبانيا لركوب الدراجات للسيدات 2022 ‏ ESP | فريق إسبانيا لركوب الدراجات للسيدات 2022 ‏ ESP |
| --------------------------------------------- | --------------------------------------------- | --------------------------------------------- |
| م                                             | عداء                                          | مرتبة                                         |
| 10                                            | ساندرا ألونسو                                 | 22                                            |

| فريق إيطاليا لركوب الدراجات للسيدات 2022‏ ITA | فريق إيطاليا لركوب الدراجات للسيدات 2022‏ ITA | فريق إيطاليا لركوب الدراجات للسيدات 2022‏ ITA |
| -------------------------------------------- | -------------------------------------------- | -------------------------------------------- |
| م                                            | عداء                                         | مرتبة                                        |
| 11                                           | Arianna Fidanza ‏                             | 21                                           |

| فريق جمهورية أيرلندا لركوب الدراجات للسيدات 2022‏ IRL | فريق جمهورية أيرلندا لركوب الدراجات للسيدات 2022‏ IRL | فريق جمهورية أيرلندا لركوب الدراجات للسيدات 2022‏ IRL |
| ---------------------------------------------------- | ---------------------------------------------------- | ---------------------------------------------------- |
| م                                                    | عداء                                                 | مرتبة                                                |
| 12                                                   | كيلي ميرفي ‏                                          | 15                                                   |

| فريق آيسلندا لسباق الدراجات على الطريق للسيدات 2022‏ ISL | فريق آيسلندا لسباق الدراجات على الطريق للسيدات 2022‏ ISL | فريق آيسلندا لسباق الدراجات على الطريق للسيدات 2022‏ ISL |
| ------------------------------------------------------- | ------------------------------------------------------- | ------------------------------------------------------- |
| م                                                       | عداء                                                    | مرتبة                                                   |
| 13                                                      | Hafdís Sigurðardóttir ‏                                  | 26                                                      |

| فريق بلجيكا لركوب الدراجات للسيدات 2022 ‏ BEL | فريق بلجيكا لركوب الدراجات للسيدات 2022 ‏ BEL | فريق بلجيكا لركوب الدراجات للسيدات 2022 ‏ BEL |
| -------------------------------------------- | -------------------------------------------- | -------------------------------------------- |
| م                                            | عداء                                         | مرتبة                                        |
| 14                                           | Julie Van de Velde ‏                          | 7                                            |

| فريق لاتفيا لركوب الدراجات للسيدات 2022‏ LAT | فريق لاتفيا لركوب الدراجات للسيدات 2022‏ LAT | فريق لاتفيا لركوب الدراجات للسيدات 2022‏ LAT |
| ------------------------------------------- | ------------------------------------------- | ------------------------------------------- |
| م                                           | عداء                                        | مرتبة                                       |
| 15                                          | Dana Rožlapa ‏                               | 19                                          |

| فريق سلوفينيا لركوب الدراجات للسيدات 2022‏ SLO | فريق سلوفينيا لركوب الدراجات للسيدات 2022‏ SLO | فريق سلوفينيا لركوب الدراجات للسيدات 2022‏ SLO |
| --------------------------------------------- | --------------------------------------------- | --------------------------------------------- |
| م                                             | عداء                                          | مرتبة                                         |
| 16                                            | يوجينة بوجاك                                  | 16                                            |

| فريق ليتوانيا لركوب الدراجات للسيدات 2022‏ LTU | فريق ليتوانيا لركوب الدراجات للسيدات 2022‏ LTU | فريق ليتوانيا لركوب الدراجات للسيدات 2022‏ LTU |
| --------------------------------------------- | --------------------------------------------- | --------------------------------------------- |
| م                                             | عداء                                          | مرتبة                                         |
| 17                                            | Inga Češulienė ‏                               | 27                                            |

| فريق ألمانيا لركوب الدراجات للسيدات 2022‏ GER | فريق ألمانيا لركوب الدراجات للسيدات 2022‏ GER | فريق ألمانيا لركوب الدراجات للسيدات 2022‏ GER |
| -------------------------------------------- | -------------------------------------------- | -------------------------------------------- |
| م                                            | عداء                                         | مرتبة                                        |
| 18                                           | ليزا كلاين                                   | 23                                           |

| فريق هولندا لركوب الدراجات للسيدات 2022 ‏ NED | فريق هولندا لركوب الدراجات للسيدات 2022 ‏ NED | فريق هولندا لركوب الدراجات للسيدات 2022 ‏ NED |
| -------------------------------------------- | -------------------------------------------- | -------------------------------------------- |
| م                                            | عداء                                         | مرتبة                                        |
| 19                                           | ريجان ماركوس                                 | 3                                            |

| منتخب النمسا لركوب الدراجات للسيدات 2022‏ AUT | منتخب النمسا لركوب الدراجات للسيدات 2022‏ AUT | منتخب النمسا لركوب الدراجات للسيدات 2022‏ AUT |
| -------------------------------------------- | -------------------------------------------- | -------------------------------------------- |
| م                                            | عداء                                         | مرتبة                                        |
| 20                                           | Christina Schweinberger ‏                     | 8                                            |

| فريق فرنسا لركوب الدراجات للسيدات 2022 ‏ FRA | فريق فرنسا لركوب الدراجات للسيدات 2022 ‏ FRA | فريق فرنسا لركوب الدراجات للسيدات 2022 ‏ FRA |
| ------------------------------------------- | ------------------------------------------- | ------------------------------------------- |
| م                                           | عداء                                        | مرتبة                                       |
| 21                                          | جولييت لابوس                                | 6                                           |

| فريق الدنمارك لركوب الدراجات للسيدات 2022 ‏ DEN | فريق الدنمارك لركوب الدراجات للسيدات 2022 ‏ DEN | فريق الدنمارك لركوب الدراجات للسيدات 2022 ‏ DEN |
| ---------------------------------------------- | ---------------------------------------------- | ---------------------------------------------- |
| م                                              | عداء                                           | مرتبة                                          |
| 22                                             | Emma Norsgaard                                 | 11                                             |

| فريق إيطاليا لركوب الدراجات للسيدات 2022‏ ITA | فريق إيطاليا لركوب الدراجات للسيدات 2022‏ ITA | فريق إيطاليا لركوب الدراجات للسيدات 2022‏ ITA |
| -------------------------------------------- | -------------------------------------------- | -------------------------------------------- |
| م                                            | عداء                                         | مرتبة                                        |
| 23                                           | Alessia Vigilia ‏                             | 14                                           |

| فريق سويسرا لركوب الدراجات للسيدات 2022 ‏ SUI | فريق سويسرا لركوب الدراجات للسيدات 2022 ‏ SUI | فريق سويسرا لركوب الدراجات للسيدات 2022 ‏ SUI |
| -------------------------------------------- | -------------------------------------------- | -------------------------------------------- |
| م                                            | عداء                                         | مرتبة                                        |
| 24                                           | Elena Hartmann ‏                              | 9                                            |

| فريق إسبانيا لركوب الدراجات للسيدات 2022 ‏ ESP | فريق إسبانيا لركوب الدراجات للسيدات 2022 ‏ ESP | فريق إسبانيا لركوب الدراجات للسيدات 2022 ‏ ESP |
| --------------------------------------------- | --------------------------------------------- | --------------------------------------------- |
| م                                             | عداء                                          | مرتبة                                         |
| 25                                            | Ziortza Isasi ‏                                | 24                                            |

| فريق بولندا لركوب الدراجات للسيدات 2022‏ POL | فريق بولندا لركوب الدراجات للسيدات 2022‏ POL | فريق بولندا لركوب الدراجات للسيدات 2022‏ POL |
| ------------------------------------------- | ------------------------------------------- | ------------------------------------------- |
| م                                           | عداء                                        | مرتبة                                       |
| 26                                          | Marta Lach ‏                                 | 25                                          |

| فريق إسرائيل لسباق الدراجات على الطريق للسيدات 2022‏ ISR | فريق إسرائيل لسباق الدراجات على الطريق للسيدات 2022‏ ISR | فريق إسرائيل لسباق الدراجات على الطريق للسيدات 2022‏ ISR |
| ------------------------------------------------------- | ------------------------------------------------------- | ------------------------------------------------------- |
| م                                                       | عداء                                                    | مرتبة                                                   |
| 27                                                      | Rotem Gafinovitz ‏                                       | 18                                                      |

| فريق جمهورية أيرلندا لركوب الدراجات للسيدات 2022‏ IRL | فريق جمهورية أيرلندا لركوب الدراجات للسيدات 2022‏ IRL | فريق جمهورية أيرلندا لركوب الدراجات للسيدات 2022‏ IRL |
| ---------------------------------------------------- | ---------------------------------------------------- | ---------------------------------------------------- |
| م                                                    | عداء                                                 | مرتبة                                                |
| 28                                                   | Joanna Patterson ‏                                    | 17                                                   |

| فريق آيسلندا لسباق الدراجات على الطريق للسيدات 2022‏ ISL | فريق آيسلندا لسباق الدراجات على الطريق للسيدات 2022‏ ISL | فريق آيسلندا لسباق الدراجات على الطريق للسيدات 2022‏ ISL |
| ------------------------------------------------------- | ------------------------------------------------------- | ------------------------------------------------------- |
| م                                                       | عداء                                                    | مرتبة                                                   |
| 29                                                      | Silja Rúnarsdóttir ‏                                     | 28                                                      |

## التصنيف العام النهائي
| التصنيف العام                           | التصنيف العام             | التصنيف العام                             | التصنيف العام | التصنيف العام |
| المتسابقة                               | المتسابقة                 | الفريق                                    | الوقت         |               |
| --------------------------------------- | ------------------------- | ----------------------------------------- | ------------- | ------------- |
| 1                                       | مارلين رويسر              | فريق سويسرا لركوب الدراجات للسيدات 2022 ‏  | 30 د 59 ث     |               |
| 2                                       | Ellen van Dijk            | فريق هولندا لركوب الدراجات للسيدات 2022 ‏  | + 6 ث         |               |
| 3                                       | ريجان ماركوس              | فريق هولندا لركوب الدراجات للسيدات 2022 ‏  | + 28 ث        |               |
| 4                                       | Audrey Cordon-Ragot       | فريق فرنسا لركوب الدراجات للسيدات 2022 ‏   | + 54 ث        |               |
| 5                                       | آنا كيزنهوفر              | منتخب النمسا لركوب الدراجات للسيدات 2022 ‏ | + 1 د 01 ث    |               |
| 6                                       | جولييت لابوس              | فريق فرنسا لركوب الدراجات للسيدات 2022 ‏   | + 1 د 02 ث    |               |
| 7                                       | Julie Van de Velde ‏       | فريق بلجيكا لركوب الدراجات للسيدات 2022 ‏  | + 1 د 31 ث    |               |
| 8                                       | Christina Schweinberger ‏  | منتخب النمسا لركوب الدراجات للسيدات 2022 ‏ | + 1 د 33 ث    |               |
| 9                                       | Elena Hartmann ‏           | فريق سويسرا لركوب الدراجات للسيدات 2022 ‏  | + 1 د 38 ث    |               |
| 10                                      | Agnieszka Skalniak-Sójka ‏ | فريق بولندا لركوب الدراجات للسيدات 2022 ‏  | + 1 د 51 ث    |               |
|                                         |                           |                                           |               |               |
| مصادر: ProCyclingStats Cycling Quotient |                           |                                           |               |               |

## وصلات خارجية
- لمحة عن سباق سباق الزمن لنخبة السيدات في بطولة أوروبا للدراجات 2022 على موقع  ProCyclingStats   (برو  سايكلنج  ستاتس) - إحصاءات  محترفي  الدراجات.
- سباق الزمن لنخبة السيدات في بطولة أوروبا للدراجات 2022 على موقع إحصائيات الدراجات الإحترافية (الإنجليزية)